# Aradia, or the Gospel of the Witches
Pour les articles homonymes, voir Gospel (homonymie).
Aradia, or the Gospel of the Witches (titre français : Aradia, ou l'évangile des sorcières) est un livre publié en 1899 par Charles Leland. Son but est de dépeindre les croyances et rituels d'une tradition religieuse liée à la sorcellerie, en Toscane. Leland a annoncé sa découverte de cette tradition dans les années 1890, après qu'elle aurait survécu pendant des siècles. Des autorités académiques ont contesté la validité de ces prétentions. Cependant, ce livre est devenu un des textes fondamentaux de la wicca et du néopaganisme.
Le texte est composé de plusieurs parties. D'une part, il se compose de la traduction de Leland de l'italien vers l'anglais du manuscrit Vangelo. Leland a rapporté avoir reçu le Vangelo de « Maddalena », une Italienne qui était sa source primaire d'informations sur la sorcellerie italienne. Le reste du livre est composé de la recherche de Leland sur les traditions et le folklore italiens, incluant d'autres informations de Maddalena. Leland a appris l'existence du Vangelo en 1886, mais Maddalena ne lui en a fourni une copie que onze ans plus tard. Après sa traduction, il s'est écoulé deux autres années avant sa publication.
Les 15 chapitres du livre racontent les origines, croyances, rituels et formules magiques d'une tradition italienne de sorcellerie et de paganisme. La figure centrale est la déesse Aradia (inspirée d'Hérodias et de Diane), qui est venue sur Terre pour enseigner la pratique de la sorcellerie aux paysans catholiques du Moyen Âge.

## Origines

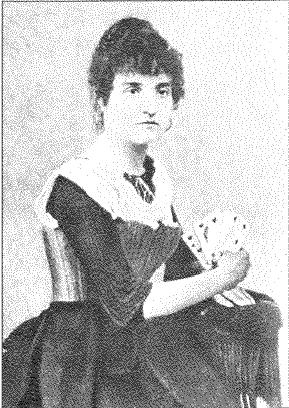
Maddalena posant en diseuse de bonne aventure

Charles Leland, auteur et folkloriste américain, passe une grande partie des années 1890 à Florence, à faire des recherches sur le folklore italien. Bien que Leland soit associé au manuscrit de l'Aradia, il est principalement basé sur les recherches d'une Italienne que Leland ainsi que sa biographe, sa nièce Elizabeth Robins Pennell, nomme Maddalena. Selon la folkloriste Roma Lister, une amie de Leland, le vrai nom de Maddalena est Margherita et celle-ci était une « sorcière » de Florence qui se réclamait de descendance étrusque et affirmait posséder le savoir de rituels anciens.
Le professeur Robert Mathiesen, en tant que contributeur à la traduction de Pazzagloini de l'Aradia, mentionne une lettre de Maddalena à Leland, laquelle est signée « Maddalena Talenti », bien que le nom de famille est deviné parce que l'écriture est difficile à déchiffrer. Toutefois, le lettré païen Raven Grimassi (en) a présenté un document à la Pantheacon convention, le 17 février 2008, révélant que le nom de famille de Maddalena était en fait Taluti. Ce document est reproduit par le International Folklore Congress: Papers and Transactions, 1892 - page 454.